# Warren Street (Londons tunnelbana)
Warren Street är en tunnelbanestation i centrala London, belägen i korsningen mellan Tottenham Court Road och Euston Road och uppkallad efter angränsande Warren Street. Stationen öppnade 1907 där dagens Northern line trafikerar, med namnet Euston Road och design av Leslie Green. Redan 1908 byttes stationsnamnet till Warren Street. Victoria line tillkom 1968.

## Bilder

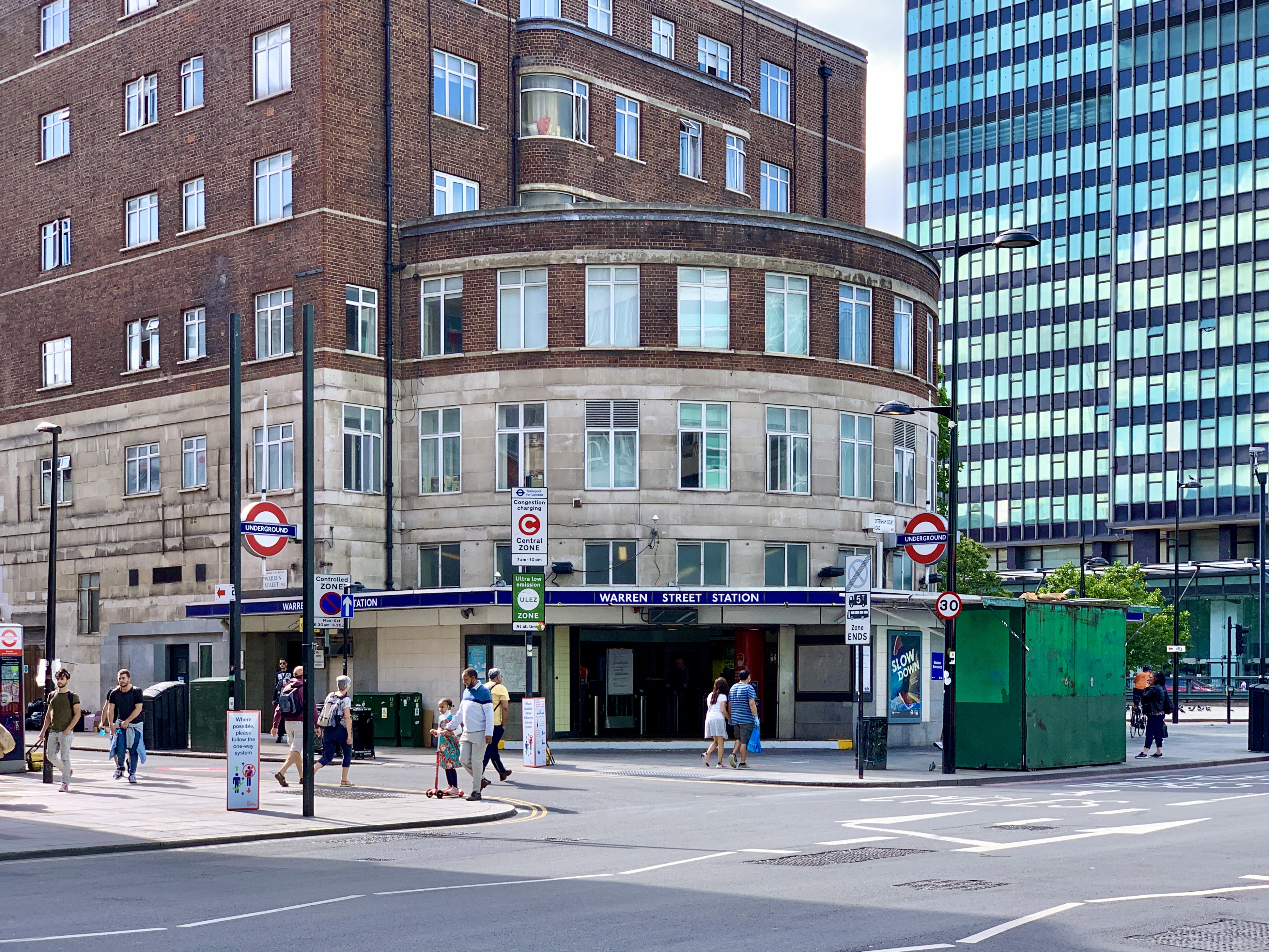
Entrén
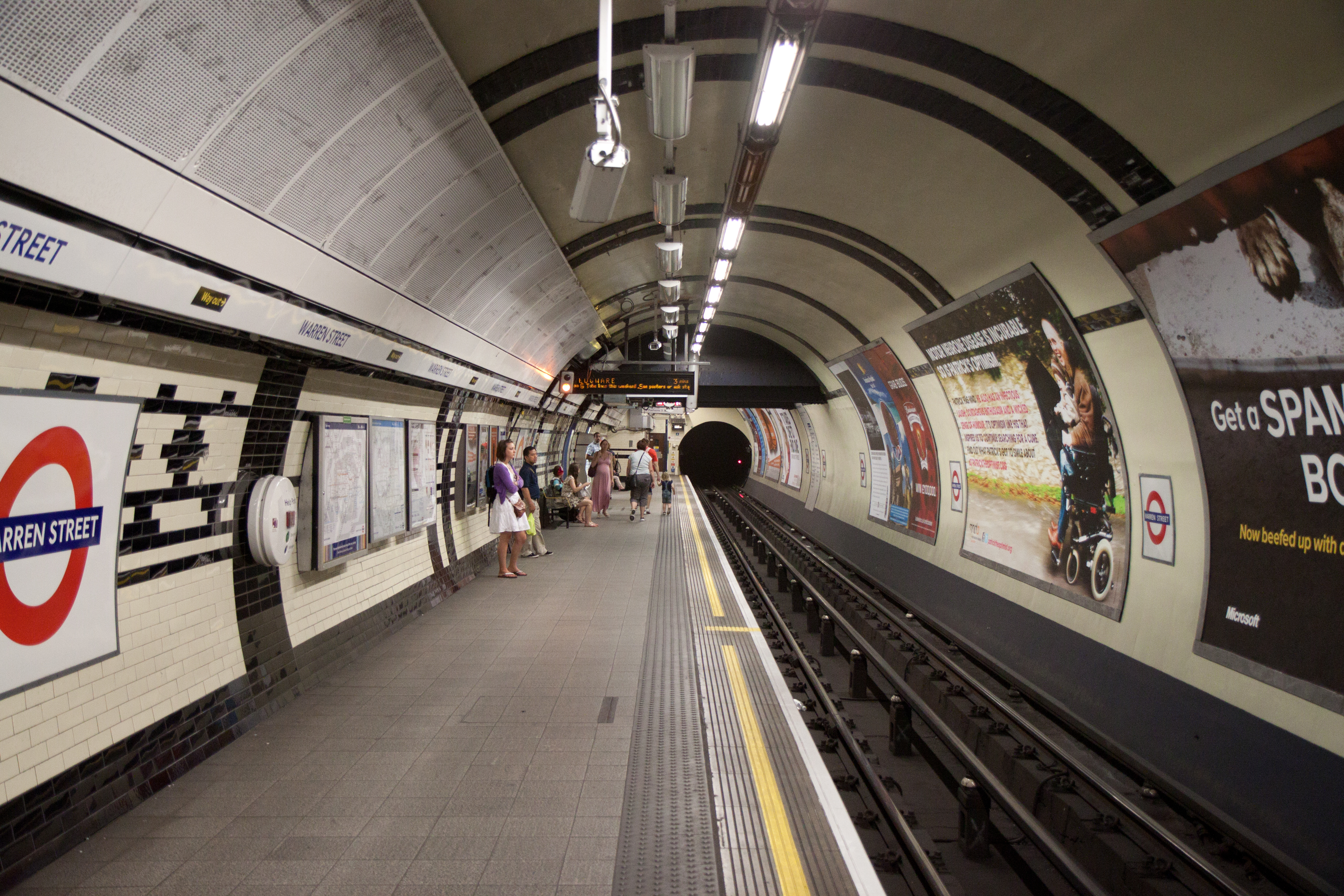
Northern line
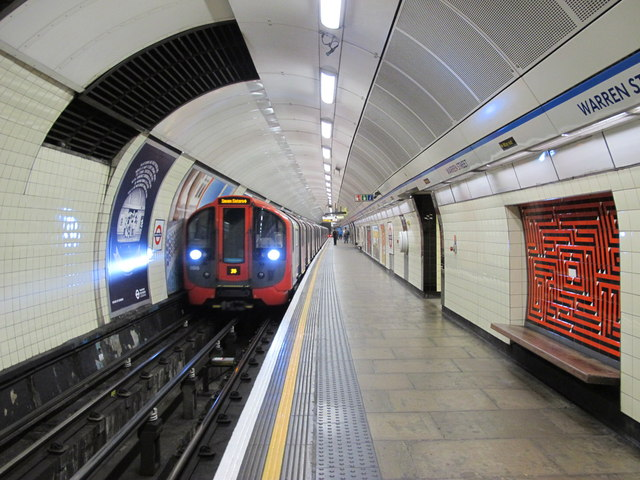
Victoria line
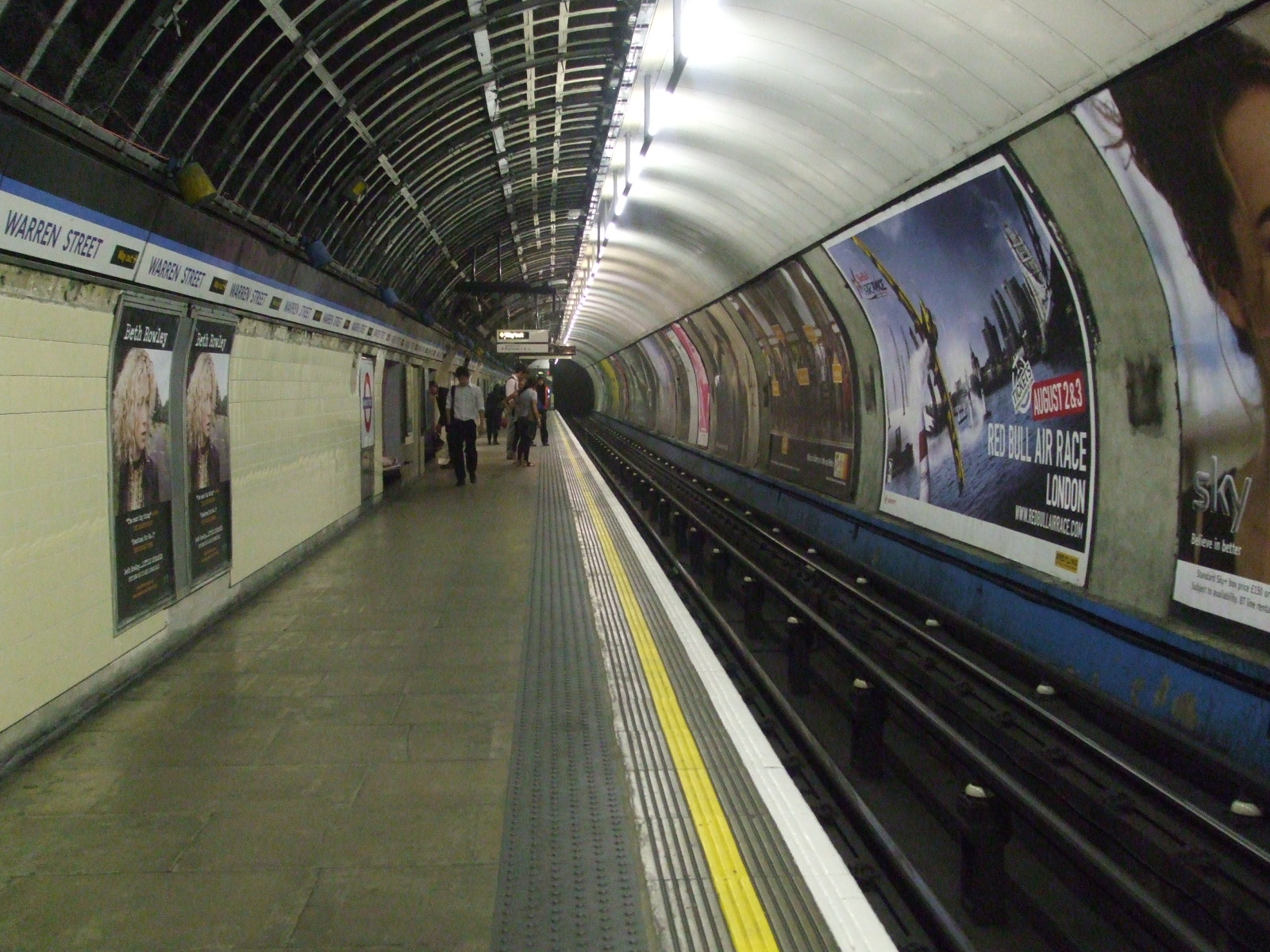
Victoria line